# Lutembo
Lutembo é uma cidade e município angolano que se localiza na província de Moxico.
Anteriormente uma vila-comuna do município de Bundas, em 5 de setembro de 2024 foi elevada a condição de cidade e município da província de Moxico.
Além da comuna-sede, a cidade de Lutembo, compõe-se também da comuna de Luvuei.